# مقاطعة يهودية للسلع الألمانية

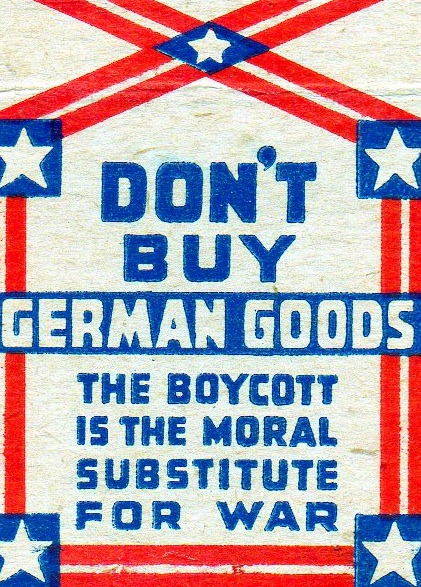

مقاطعة مناهضة النازية عام 1933 مقاطعة دولية بقيادة يهودية للمنتجات الألمانية رداً على العنف والمضايقة من قبل أعضاء الحزب النازي التابع لهتلر ضد اليهود بعد تعيينه في منصب مستشار ألمانيا في 30 يناير 1933.

## الأحداث في ألمانيا
بعد تعيين أدولف هتلر كمستشار ألماني في يناير 1933، تم تنفيذ حملة منظمة من العنف والمقاطعة من قبل حزب هتلر النازي ضد الشركات اليهودية. تم التسامح مع المقاطعة المعادية لليهود وربما نظمها النظام، حيث قال هيرمان غورينغ «سأستخدم الشرطة، وبدون رحمة، أينما أصيب الألمان، لكنني أرفض تحويل الشرطة إلى حراس للمتاجر اليهودية». 
شعرت الرابطة اليهودية المركزية في ألمانيا بأنها ملزمة بإصدار بيان دعم للنظام ورأت أن «السلطات الحكومية المسؤولة [أي نظام هتلر] لا تدرك الوضع المهدِّد»، قائلة «لا نعتقد أن مواطنينا الألمان سيطلقون أنفسهم على ارتكاب تجاوزات ضد اليهود». كتب كبار رجال الأعمال اليهود رسائل لدعم النظام النازي داعين المسؤولين في الجالية اليهودية في فلسطين، وكذلك المنظمات اليهودية في الخارج، إلى إسقاط جهودهم في تنظيم مقاطعة اقتصادية. وجادل اتحاد اليهود الألمان، وهي مجموعة هامشية كانت قد دعمت هتلر في سنواته الأولى، ضد المقاطعة اليهودية للسلع الألمانية.  

## المقاطعة النازية المضادة

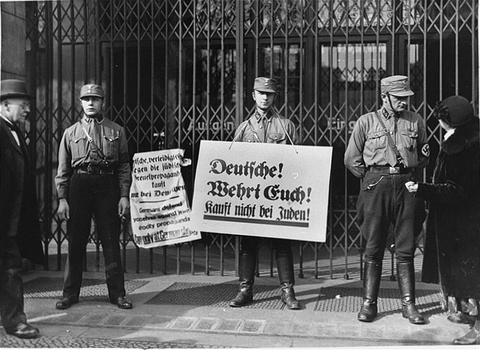
الصورة رقم 11286 معلومات من متحف التاريخ اليهودي الأمريكي: أعضاء من جنوب أفريقيا مع روم. اعتصم أعضاء من جنوب أفريقيا وهم يرتدون لافتات مقاطعة، ويسدون مدخل متجر مملوك لليهود. تقول اللافتات: "أيها الألمان، دافعوا عن أنفسكم ضد دعاية الفظائع اليهودية، اشتروا فقط من المتاجر الألمانية!" و"أيها الألمان، دافعوا عن أنفسكم، لا تشتروا من اليهود!" المجال العام

صور النازيون والبعض الآخر خارج ألمانيا المقاطعة على أنها عمل عدواني، مع صحيفة ديلي إكسبرس البريطانية باستخدام العنوان: «يهودا تعلن الحرب على ألمانيا» في 24 مارس 1933. شجب المسؤولون النازيون الاحتجاجات على أنها افتراءات ضد النازيين التي ارتكبها «يهود من أصل ألماني»، حيث أعلن وزير الدعاية جوزيف جوبلز أن سلسلة من «الإجراءات المضادة الحادة» سيتم اتخاذها ضد يهود ألمانيا ردًا على احتجاجات اليهود الأمريكيين. أعلن غويبلز مقاطعة يوم واحد للأعمال اليهودية في ألمانيا من تلقاء نفسه، في 1 أبريل 1933، والتي سيتم رفعها إذا تم تعليق الاحتجاجات المناهضة للنازية. كانت هذه أول مقاطعة للحكومة المعادية لليهود تمت الموافقة عليها رسميًا من قبل الحكومة الألمانية. وحذر غوبلز من أنه إذا لم تتوقف الاحتجاجات، فإن «المقاطعة ستستأنف... إلى أن يتم القضاء على اليهود الألمان».  
وقعت المقاطعة النازية للأعمال اليهودية المهددة من قبل غوبلز. تم وضع كتيبة العاصفة خارج المتاجر المملوكة لليهود ومؤسسات البيع بالتجزئة والمكاتب المهنية. تم رسم نجمة داود باللون الأصفر والأسود على مداخل البيع بالتجزئة والنوافذ والملصقات التي تؤكد «لا تشتري من اليهود!» (Kauf nicht bei Juden!) و «اليهود هم مصيبتنا!» (Die Juden sind uner Unglück!) تم لصقها حولها. وقع العنف الجسدي ضد اليهود وتخريب الممتلكات المملوكة لليهود، لكن الشرطة نادرا ما تدخلت.